# Liste der Monuments historiques in Le Kremlin-Bicêtre
Die Liste der Monuments historiques in Le Kremlin-Bicêtre führt die Monuments historiques in der französischen Stadt Le Kremlin-Bicêtre auf.

## Liste der Bauwerke
| Bezeichnung       | Beschreibung | Standort                                                                    | Kennzeichnung | Schutzstatus   | Datum     | Bild           |
| ----------------- | ------------ | --------------------------------------------------------------------------- | ------------- | -------------- | --------- | -------------- |
| Ehemaliges Hospiz |              | Rue de la Convention Rue Rossel Rue du Général-Leclerc Rue de Verdun (Lage) | PA00079883    | Classé Inscrit | 1962 1985 | weitere Bilder |

## Liste der Objekte
- Monuments historiques (Objekte) in Le Kremlin-Bicêtre in der Base Palissy des französischen Kultusministeriums